# Martinsyde G.102
Die Martinsyde G.102 war ein britisches Militärflugzeug des Herstellers Martinsyde.

## Entwicklung
Im Sommer 1915 konstruierte Martinsyde einen Doppeldecker als Patrouillen-Einsitzer. Im September desselben Jahres startete der Prototyp Martinsyde G.100 zum Erstflug. Das Flugzeug war für einen Einsitzer ungewöhnlich groß, was aus der Forderung nach einer fünfstündigen Einsatzdauer als Begleitschutz für Aufklärer resultierte; wegen ihrer Größe erhielt sie in der Truppe den Beinamen Elephant. Die G.100 mit 125-PS-Motor von Beardmore ging in kleiner Zahl an die Einsatzstaffeln und wurde ab Frühjahr 1916 in Frankreich eingesetzt.
Auf die G.100 folgte Ende 1916 die verbesserte G.102 mit einem stärkeren Motor und vergrößerter Nutzlast, was allerdings zu Lasten der Flugdauer ging. Sie wurde u. a. auch als Bomber eingesetzt. Insgesamt entstanden rund 300 G.100/G.102, von denen 133 in Frankreich, 64 in Nahost und der Rest in Ausbildungseinheiten zum Einsatz kamen. Aus diesem Grundtyp wurde 1917 noch der verbesserte Jagdeinsitzer Martinsyde RG abgeleitet.

## Technische Daten
| Kenngröße             | Daten                                                      |
| --------------------- | ---------------------------------------------------------- |
| Besatzung:            | 1                                                          |
| Länge                 | 8,23 m                                                     |
| Spannweite            | 11,58 m                                                    |
| Höhe                  |                                                            |
| Flügelfläche          | 38,09 m²                                                   |
| Leermasse             | 813 kg                                                     |
| Startmasse            | 1115 kg                                                    |
| Triebwerk             | ein wassergekühlter Reihenmotor Beardmore, 165 PS (121 kW) |
| Höchstgeschwindigkeit | 167 km/h in 610 m                                          |
| Gipfelhöhe            | 4875 m                                                     |
| Flugdauer             | 4 h 30 min                                                 |
| Bewaffnung            | 2 MG 7,7 mm (Lewis), 118 kg Bomben                         |